# Ancorabolidae
Ancorabolidae é uma família de crustáceos da ordem Harpacticoida.